# Aphelia gracilis
Aphelia gracilis är en gräsväxtart som beskrevs av Otto Wilhelm Sonder. Aphelia gracilis ingår i släktet Aphelia och familjen Centrolepidaceae. Inga underarter finns listade i Catalogue of Life.